# 盖洛普韩国
盖洛普韩国（韓語：주식회사 한국갤럽조사연구소）是韩国一家专门从事舆论调查的公司。1974年，朴武益创立了“韩国民意调查有限公司” (KSP），1979年加入盖洛普国际，发起了“韩国盖洛普调查”，并更名为“韩国盖洛普调查研究所”。该公司以对政治、演艺、体育、社会领域进行公开问卷调查而闻名。

## 历史
朴武益（1943-2017）于1974年在首尔钟路区创立了韩国第一家舆论调查公司（Korea Survey Polls）。1977年，朴武益开始与乔治·盖洛普联系，并于1979年成为盖洛普国际协会的成员。同年，被授权使用"盖洛普"商标后，公司更名为盖洛普韩国或韩国盖洛普调查研究所。
1987年，朴武益会长领导下的盖洛普韩国成为第一个预测韩国大选结果的企业。在1987年大韩民国总统选举当天，准确预测候选人卢泰愚将获胜，在当时震惊了忽视营销民意调查的经济界。几乎准确地预测了1997年大韩民国总统选举中候选人获得的得票数。
1990年代，盖洛普韩国在建立了首个问卷调查结果专用数据库。
2006年，盖洛普韩国与韩国统计学会共同设立了韩国盖洛普学术奖，鼓励相关领域的统计发展和研究活动，该奖项也成为大韩民国统计领域最具权威的奖项之一。
2021年3月，盖洛普韩国与KT在舆论调查中签订了引进人工智能技术的谅解备忘录。

## 服务
盖洛普韩国以公共调查或舆论调查而闻名，并定期开展各类公开问卷调查，以确认政治领袖、艺人、体育运动员当前的受欢迎程度和影响力。2012年，开启了名为"韩国盖洛普每日意见"的问卷调查项目，每周发表新的问卷调查结果，让公众免费使用。从1978年开始，为自己的调查结果出版了专著和期刊等书籍。

## 年度调查
- 韩国盖洛普年度电视演员 (올해를 빛낸 탤런트)
- 韩国盖洛普年度电影演员 (올해를 빛낸 영화배우)
- 韩国盖洛普年度歌手和歌曲 (올해를 빛낸 가수와 가요)
- 韩国盖洛普年度艺人及喜剧演员 (올해를 빛낸 예능방송인·코미디언)
- 韩国盖洛普年度运动员 (올해를 빛낸 스포츠선수)